# Já-výrok
Já-výrok je v interpersonální komunikaci tvrzení informující o pocitech, přesvědčení, hodnotách atd. osoby mluvčího, obecně vyjádřeno jsou to věty začínající slovem "já", a je v kontrastu s "ty-výrokem", který často začíná slovem "vy" a zaměřuje se na osobu posluchače. Thomas Gordon používal termín "já výrok", v jeho knize Výchova bez poražených.

## Skladba Já-výroku
Zatímco princip a přístup k já-výroku je podobný v různých systémech, existuje třídílný a čtyřdílný model pro jeho konstrukci. Třídílný model je navržený University of Tennessee pro zlepšení komunikace s dětmi:
1. Mám pocit,... (Vložte slovo označující váš pocit)
2. když... (řekněte, co váš pocit způsobilo).
3. Rád bych... (řekněte, co chcete, aby se stalo místo toho).[3]

Státní komise pro řešení konfliktů z Ohia navrhla čtyřdílný Já výrok:
1. "Cítím se jako___ (převzetí odpovědnosti za vlastní pocity)
2. "Nemám rád, když__" (s uvedením chování, které je problém)
3. "protože____" (o jaké části chování nebo jeho důsledku je řeč)
4. "Zvládneme to spolu vyřešit?" (být otevřený, řešit konflikt společně)